# Midnight in Paris
Midnight in Paris ist eine romantische Filmkomödie aus dem Jahr 2011 von Woody Allen, der auch das Drehbuch geschrieben hat, für das er 2012 den Oscar erhielt. In der Hauptrolle ist Owen Wilson zu sehen.

## Handlung
Der erfolgreiche Hollywood-Drehbuchautor Gil Pender begleitet mit seiner Verlobten Inez ihre Eltern auf einer Geschäftsreise nach Paris. Mit den Schwiegereltern versteht sich Gil nicht besonders gut. Inez’ Vater steht politisch am rechten Rand der Republikanischen Partei und sympathisiert mit der Tea-Party-Bewegung. Auch mit seiner Verlobten hat Gil wenig gemeinsam. Er arbeitet gerade an seinem ersten Roman, mit dem er beweisen will, dass er imstande ist, literarisch Höherwertiges zu verfassen als Drehbücher. Gil ist fasziniert von Paris und würde am liebsten nach der Hochzeit dorthin ziehen. Bei Inez stoßen diese Pläne jedoch auf wenig Gegenliebe. Gils Begeisterung gilt vor allem dem historischen Paris der „Goldenen Zwanziger“, in denen er gern gelebt hätte.
In einem Restaurant trifft das Paar zufällig auf Inez’ früheren Studienkollegen Paul und seine Frau Carol, mit denen Gil und Inez von da an mehrere gemeinsame Besichtigungen unternehmen. Paul versucht dabei, die anderen bei jeder Gelegenheit durch sein enzyklopädisches Wissen zu beeindrucken. Gil ist von dem in seinen Augen pseudointellektuellen Paul allerdings weniger angetan als seine Verlobte. So kommt es, dass sich Gil eines Abends nach einer Weinverkostung von der Gruppe absondert.
Auf dem Weg zum Hotel verirrt er sich und nimmt in einer ruhigen Seitenstraße entmutigt auf einer Treppe Platz. Kurz nach dem Mitternachtsläuten hält ein Oldtimer vor ihm an und die heiteren Fahrgäste laden ihn ein, mitzukommen. Er findet sich auf einer Party wieder, bei der alle Gäste Mode der 1920er Jahre tragen. Der Pianospieler, der Cole-Porter-Songs singt, kommt Gil optisch und musikalisch irgendwie bekannt vor. Als sich ihm ein Schriftsteller namens F. Scott Fitzgerald vorstellt und sagt, die Party sei zu Ehren von Jean Cocteau, denkt er zunächst an einen Scherz, bis ihm bewusst wird, dass er einen Zeitsprung gemacht hat; er ist im Paris der 1920er Jahre gelandet und trifft dort Ernest Hemingway, Josephine Baker, Djuna Barnes, T.S. Eliot, Henri Matisse, sowie die Surrealisten Salvador Dalí, Man Ray und Luis Buñuel (diesem schlägt er in einer späteren Szene eine Handlung für einen Film vor, welche exakt der von Buñuels Film Der Würgeengel von 1962 entspricht). Er kann sein Glück kaum fassen und verbringt von nun an jede Nacht mit seinen neuen Freunden. Dadurch entfremdet er sich immer mehr von Inez.
Einerseits verunsichert bezüglich seines Geisteszustandes, andererseits beschwingt durch die nächtlichen Ausflüge, fällt ihm die Arbeit an seinem Roman, den er Gertrude Stein zur Lektüre gibt, zunehmend leichter. Bei ihr lernt er auch den schweigsamen Pablo Picasso und vor allem dessen reizende Geliebte Adriana kennen, von der er sofort sehr angetan ist. Adriana ist ebenfalls nostalgisch veranlagt; ihre Bewunderung gilt allerdings der Zeit der Jahrhundertwende, der sogenannten „Belle Époque“. Tagsüber lebt Gil in der Gegenwart, nachts in den 1920ern. Als er am Tag in einem Antiquariat zufällig Adrianas Tagebuch findet, erfährt er, dass sie sich in ihn verliebt hatte; und er gesteht ihr in der nächsten Nacht ebenfalls seine Liebe. Nachdem sie sich geküsst haben, steigen Gil und Adriana in eine Kutsche, die sie in die Belle Époque bringt, wo sie zunächst an einer Tanzveranstaltung teilnehmen und dann im Moulin Rouge Henri de Toulouse-Lautrec, Paul Gauguin und Edgar Degas begegnen. Adriana ist entzückt und will in dieser Zeit bleiben. Im Gespräch mit den drei Herren stellt sich heraus, dass auch diese lieber in einer vergangenen Zeit, in ihrem Fall der Renaissance, leben würden.
Gil erkennt, dass sich Menschen nach der Vergangenheit sehnen, da die Gegenwart stets glanzlos und mühselig auf sie wirkt. Er entscheidet sich jedoch dafür, die Gegenwart anzunehmen. Das bedeutet die Trennung von Adriana. Im Hotel gesteht Inez ihm einen Seitensprung mit Paul. Gil trennt sich auch von ihr und beschließt, in Paris zu bleiben. In der Zwischenzeit hatte Inez’ Vater einen Privatdetektiv beauftragt, der herausfinden sollte, wo Gil die Nächte verbringt. Da dieser beim Verfolgen von Gil im Schloss Versailles zur Zeit Ludwigs XIV. festgenommen wurde, gilt er als verschwunden. In der nächsten Nacht  flaniert Gil durch die regennasse Stadt. Bei diesem Spaziergang begegnet er der attraktiven jungen Antiquitätenverkäuferin Gabrielle wieder, mit der er sich am Tag zuvor über Cole Porter ausgetauscht hatte, und begleitet sie nach Hause. Sie entdecken eine weitere Gemeinsamkeit: Beide lieben es, im Regen durch Paris zu laufen. 

## Soundtrack
| Nr. | Titel                                 | Interpret                                   |
| --- | ------------------------------------- | ------------------------------------------- |
| 1   | Si tu vois ma mère                    | Sidney Bechet                               |
| 2   | Je suis seul ce soir                  | Swing 41                                    |
| 3   | Recado                                | Original Paris Swing                        |
| 4   | Bistro Fada                           | Stéphane Wrembel                            |
| 5   | Let’s Do It (Let’s Fall in Love)      | Conal Fowkes                                |
| 6   | You’ve Got That Thing                 | Conal Fowkes                                |
| 7   | La conga blicoti                      | Josephine Baker                             |
| 8   | You Do Something to Me                | Conal Fowkes                                |
| 9   | I Love Penny Sue                      | Daniel May                                  |
| 10  | Charleston                            | Enoch Light & The Charleston City All Stars |
| 11  | Ain’t She Sweet                       | Enoch Light & The Charleston City All Stars |
| 12  | Parlez-moi d’amour                    | Dana Boulé                                  |
| 13  | Barcarole aus „Hoffmanns Erzählungen“ | Conal Fowkes & Yrving & Lisa Yeras          |
| 14  | Cancan aus „Orpheus in der Unterwelt“ | Český národní symfonický orchestr           |
| 15  | Ballad du Paris                       | François Parisi                             |
| 16  | Le parc de plaisir                    | François Parisi                             |

## Hintergrund
- Der Film eröffnete am 11. Mai 2011 die Internationalen Filmfestspiele von Cannes, er lief dort außerhalb des Wettbewerbs. Kinostart in Spanien war am 13. Mai 2011, in den Vereinigten Staaten am 10. Juni 2011 und in Deutschland am 18. August 2011.
- Der Film stellt die 42. Regiearbeit von Woody Allen dar.

## Synchronisation
Die Synchronisation übernahm die Berliner Synchron GmbH Wenzel Lüdecke. Sven Hasper führte die Dialogregie.
| Rolle               | Schauspieler     | Deutscher Sprecher |
| ------------------- | ---------------- | ------------------ |
| Gil Pender          | Owen Wilson      | Philipp Moog       |
| Inez                | Rachel McAdams   | Ranja Bonalana     |
| Paul                | Michael Sheen    | Wolfgang Wagner    |
| Carol               | Nina Arianda     | Tanja Geke         |
| Adriana             | Marion Cotillard | Elisabeth von Koch |
| F. Scott Fitzgerald | Tom Hiddleston   | Matti Klemm        |
| Zelda Fitzgerald    | Alison Pill      | Manja Doering      |
| Ernest Hemingway    | Corey Stoll      | Sascha Rotermund   |
| Gertrude Stein      | Kathy Bates      | Regina Lemnitz     |
| Salvador Dalí       | Adrien Brody     | Simon Jäger        |
| John, Inez’ Vater   | Kurt Fuller      | Reinhard Kuhnert   |
| Helen, Inez’ Mutter | Mimi Kennedy     | Karin Buchholz     |
| Gabrielle           | Léa Seydoux      | Celine Fontanges   |
| Fremdenführerin     | Carla Bruni      | Judith Brandt      |

## Kritiken
„So funktioniert Woody Allens Witz: Er arbeitet nicht mit Klischees, sondern spielt mit ihnen, schickt sie durchs bunte Prisma der Ironie. Auch bei der Figurenzeichnung, für die er hier die Misanthropie seiner letzten Filme deutlich bezähmt hat. Alle seine Figuren könnten, wie einst der Stadtneurotiker Alvy, ausrufen: ‚Ich liebe es, auf ein kulturelles Stereotyp reduziert zu werden!‘“

„Natürlich kann man Woody Allen den gesamten Kitsch, der schon im Topos des Amerikaners in Paris zementiert liegen mag, vorwerfen. Schließlich sieht das Paris gleich zu Beginn aus wie die hübsch verblassten Fotos einer verklärten Urlaubserinnerung. […] Doch Allen genau diese Klischees um die Ohren zu hauen wäre zwar naheliegend, aber auch langweilig und falsch. Ganz einfach, weil Allen es nun einmal genau auf sie abgesehen hat, gerade weil sie eben die Vorstellung vieler amerikanischer Intellektueller ausmalen, die Paris nur von ihren Reisefotos kennen. […] Warum also sich nicht entspannt zurücklehnen […] und sich über einen immer leicht verschwitzten Hemingway amüsieren.“

„Wie liebevoll und mit welcher Leichtigkeit und Heiterkeit Allen das zusammenbringt, ist nur bewundernswert. Wie auch sein Umgang mit den Schauspielern: Owen Wilson musste offenbar erst auf Woody Allen treffen, um in seiner Vielschichtigkeit als Darsteller voll zur Geltung zu kommen. Kein Regisseur hat so viel aus diesem Mann herausgeholt. Was für ein zauberhafter Film!“

„Der Woody-Allen-Film ist zu einem Produkt geworden, das aufgrund seiner konsequenten Corporate Identity (die immer gleiche Typografie in Vor- und Abspann, Jazz als Filmmusik, stete Aktualisierung der Besetzungslisten durch jeweils angesagte Schauspielerstars) leicht wiedererkennbar ist und dessen verlässliche Periodizität (jedes Jahr ein neuer Film) geschickt zwischen Angebotsverknappung und Nachfragebefriedigung balanciert. […] Das erste französische Abenteuer in der Geschäftsbilanz trägt den Titel Midnight in Paris und wird vom französischen Stolz durch einen Auftritt der Präsidentengattin Carla Bruni als Fremdenführerin im Musée Rodin subventioniert.“

„Mit Witz und Leichtigkeit wird die Spannung zwischen eskapistischem Begehren und Wirklichkeit spielerisch aufgelöst, indem die Fantasie als Erfahrungsraum der Realität gleichgestellt wird.“

## Auszeichnungen und Nominierungen
Oscar 2012
- Nominierung in der Kategorie Bester Film für Letty Aronson und Stephen Tenenbaum
- Nominierung in der Kategorie Beste Regie für Woody Allen
- Auszeichnung in der Kategorie Bestes Originaldrehbuch für Woody Allen
- Nominierung in der Kategorie Bestes Szenenbild für Anne Seibel und Hélène Dubreuil

Golden Globe Awards 2012
- Nominierung in der Kategorie Bester Film – Komödie oder Musical für Letty Aronson und Stephen Tenenbaum
- Nominierung in der Kategorie Beste Regie für Woody Allen
- Auszeichnung in der Kategorie Bestes Filmdrehbuch für Woody Allen
- Nominierung in der Kategorie Bester Hauptdarsteller – Komödie oder Musical für Owen Wilson

British Academy Film Awards 2012
- Nominierung in der Kategorie Bestes Originaldrehbuch für Woody Allen

Broadcast Film Critics Association Awards 2012
- Nominierung in der Kategorie Bester Film für Letty Aronson und Stephen Tenenbaum
- Nominierung in der Kategorie Beste Komödie für Letty Aronson und Stephen Tenenbaum
- Auszeichnung in der Kategorie Bestes Drehbuch für Woody Allen

Satellite Awards 2011
- Nominierung in der Kategorie Bester Film für Letty Aronson und Stephen Tenenbaum
- Nominierung in der Kategorie Beste Regie für Woody Allen
- Nominierung in der Kategorie Beste Nebendarstellerin für Rachel McAdams

Directors Guild of America Award 2012
- Nominierung in der Kategorie Beste Regie für Woody Allen

Writers Guild of America Award 2012
- Auszeichnung in der Kategorie Bestes Originaldrehbuch für Woody Allen

Screen Actors Guild Awards 2012
- Nominierung in der Kategorie Bestes Schauspielensemble für Michael Sheen, Marion Cotillard, Adrien Brody, Owen Wilson, Kathy Bates, Carla Bruni und Rachel McAdams